# شین گوک
شین گوک (به کره‌ای:신국 به انگلیسی: Shin-gook) (زاده ۱۴ دسامبر ۱۹۴۷ - در گذشته ۲۹ آگوست ۲۰۲۰) بازیگر مرد در کره جنوبی بود. او به دلیل بازی در نقش مشاور یونگ وون در مجموعه تلویزیونی جواهری در قصر و مباشر دو سونگ جی در مجموعه تلویزیونی دونگ یی و نقاش پارک یونگ مون در مجموعه تلویزیونی ایسان و هونگ تای جو در تاجر پوسان و وزیر جنگ در امپراتور دریا و لی یونگ شین در افسانه اوک نیو شناخته شد.

## درگذشت
وی در سال ۲۰۱۷ به دلیل وخامت در سلامتی اش فعالیتش را متوقف کرد و پس از مدتها مبارزه با یک نوع بیماری مزمن در ۲۹ اوت ۲۰۲۰ در آستانه ۷۳ سالگی درگذشت.